# Сморщок Сергій Андрійович
Сергій Андрійович Сморщок (біл. Сяргей Андрэявіч Смаршчок; 17 квітня 1931 року, с. Грицки, Вовковиський район, Гродненська область, Білорусь — 4 травня 1995 року, м. Тернопіль, Україна) — білоруський і український гістолог, доктор біологічних наук, професор, лауреат Державної премії України в галузі науки і техніки, академік Української Екологічної Академії наук, завідувач кафедри гістології, цитології та ембріології Тернопільського державного медичного інституту (ТДМІ) протягом 1977—1995 рр. Засновник і науковий керівник лабораторії електронної мікроскопії у ТДМІ.

## Життєпис
Народився Сергій Андрійович 17 квітня 1931 року у селі Грицки Волковиського району Гродненської області в Білорусі. Батько — Андрій Клементійович Сморщок, мати — Катерина Бенедиктівна, до шлюбу Ухналевич. У 1946 році помирає батько і молодий Сергій разом з матір'ю і братом Іваном переїжджають до свого рідного дядька Петра Сморщка у Львів, Україна.
У 1948 році поступив разом з братом на роботу автослюсарем у ремонтній майстерні військової частини. У 1950-му році поступає до Львівського нафтопромислового технікуму, а у квітні був призваний до Радянської Армії. В армії спочатку закінчує школу молодших командирів, згодом служить у морській піхоті та береговій охороні на острові Сахалін. Був демобілізований у жовтні 1954 року. У 1955-му поступає на ветеринарний факультет Львівського зооветеринарного інституту.
З грудня 1961 року працює у Науково-дослідному інституті землеробства і тваринництва західних районів УРСР на посаді спочатку молодшого, а потім старшого наукового співробітника. 1963-му році за результатами конкурсу був зарахований до аспірантури при кафедрі гістології та ембріології Львівського зооветеринарного інституту. Під керівництвом професора О. М. Виноградової успішно виконав і подав до захисту кандидатську дисертацію на тему «Морфологічні і гістохімічні дослідження інтрамуральної нервової системи травного тракту свині» і отримує звання кандидата біологічних наук.
У 1967 році Сергій Сморщок за конкурсом був зарахований асистентом кафедри гістології і ембріології Тернопільського медичного інституту, у 1970-му отримує посаду доцента цієї ж кафедри. З 1977 року і до своєї смерті у 1995 році — незмінний завідувач кафедри гістології, цитології та ембріології ТДМІ.

## Наукова діяльність
Науково-дослідна діяльність С. А. Сморщка тісно пов'язана з електронною мікроскопією, гістохімією, використанням методів морфометричних досліджень. На початку 70-х років він організовує першу в Західній Україні лабораторію електронної мікроскопії, становленню і налагодженню роботи якої присвятив багато часу і зусиль. У цей час Сергій Андрійович активно розвиває дослідження структурно-функціональних змін у тканинах і органах під впливом тяжких термічних опіків. Ще одним важливим напрямком його роботи став аналіз перебігу регенераторних процесів у тканинах. Враховуючи роль органів ендокринної регуляції у патогенезі опікової хвороби, особливу увагу у своїй роботі С. А. Сморщок зосередив на субклітинних дослідженнях передньої головної частини аденогіпофіза, кори надниркових залоз і щитоподібної залози. На початку 70-х років структурна основа функціональних змін органів ендокринної регуляції при глибоких і значних за площею опіках залишалась мало вивченою. Ці експерименти набували додаткового значення у зв'язку з використанням антиоксидантів та аналізу їх впливу на ультраструктуру клітинних мембран, розвиток деструктивних і регенераторних процесів в органах ендокринної регуляції.
Отримані результати наукової роботи С. А. Сморщка і колективу кафедри викликали значний інтерес на батьківщині і в зарубіжних колег. Свідченням визнання важливості результатів досліджень структурних основ деструктивних і регенераторних процесів в аденогіпофізі, корі надниркових залоз і щитоподібній залозі при опіковій травмі і застосуванні антиоксидантів стали численні листи з пропозиціями наукової співпраці зі Сполучених Штатів Америки, Західної Європи (Франції, ФРН, Італії, Швейцарії, Іспанії), Східної Європи (Чехословаччини, Болгарії), Японії, Аргентини, Венесуели.
У 1982 році за участь в циклі робіт «Розробка патогенезу опікової травми, діагностики, лікування, системи організації допомоги та реабілітації травмованих опіками в Українській РСР» Сергію Андрійовичу Сморщку була присуджена Державна премія Української РСР в галузі науки і техніки. Під керівництвом Сергія Андрійовича виконано і успішно захищено 4 докторських і 11 кандидатських дисертацій. У 1984 році він був нагороджений медаллю «Ветеран праці» від імені Верховної Ради СРСР.
С. А. Сморщок активно співпрацював з рядом провідних інститутів, зокрема, з інститутом хірургії ім. О. Вишневського АМН СРСР та НДІ фізичної хімії АН СРСР, Москва. У 1987 році очолив науково-дослідну роботу на тему «Вивчення структурної основи патогенезу опікової хвороби».
У 80-х роках Сергій Андрійович здійснював активну наукову співпрацю з кафедрою медичної біології, генетики та паразитології Тернопільського медичного інституту в галузі охорони природи. У 1986—1988 р.р. і 1990—1992 р.р. він був науковим керівником науково-дослідних госпдоговірних робіт, присвячених токсикологічному дослідженню ряду хімічних речовин та обґрунтуванню гранично допустимих концентрацій окремих хімічних речовин у санітарно-побутових водоймах. На кафедрі гістології під його керівництвом були проведені гістологічні дослідження, що стосувались наукового обґрунтування гранично допустимої концентрації диметилового ефіру себацинової кислоти у рибогосподарських водоймах.